# Mik Fondal
Cet article court présente un sujet plus développé dans : Jean-Louis Foncine et Serge Dalens.
 (mai 2023).
Si vous disposez d'ouvrages ou d'articles de référence ou si vous connaissez des sites web de qualité traitant du thème abordé ici, merci de compléter l'article en donnant les références utiles à sa vérifiabilité et en les liant à la section « Notes et références ».
Mik Fondal est le pseudonyme collectif sous lequel Jean-Louis Foncine et Serge Dalens ont signé la série de romans pour la jeunesse Les Enquêtes du Chat-Tigre.
Ce pseudonyme est formé de la première syllabe de leurs noms de plume respectifs : Jean-Louis FONcine et Serge DALens.